# فرودگاه لوکان
فرودگاه لوکان (به انگلیسی: Lucan Airport) یک فرودگاه همگانی است که یک باند فرود چمن دارد و طول باند آن ۹۴۵ متر است. این فرودگاه در کشور کانادا قرار دارد و در ارتفاع ۲۹۳ متری از سطح دریا واقع شده‌است.